# Carex asraoi
Carex asraoi là một loài thực vật có hoa trong họ Cói. Loài này được D.M.Verma mô tả khoa học đầu tiên năm 1985 publ. 1986.